# Kun (rivière)
Pour les articles homonymes, voir Kun.
La rivière Kun est un cours d'eau d'Alaska, aux États-Unis situé dans la région de recensement de Wade Hampton.

## Description
Longue de 65 milles (105 km), elle coule en direction de l'ouest jusqu'à Scammon Bay dans le delta du Yukon-Kuskokwim.
Elle a été décrite pour la première fois par William Healey Dall en 1870.

## Sources
- (en) « Kun (rivière) », Geographic Names Information System